# Base Aérea N.º 8
A Base Aérea N.º 8 (anteriormente designada Aeródromo Militar de Ovar) é uma base aérea da Força Aérea Portuguesa, localizada na freguesia de Maceda, concelho de Ovar, Portugal. A sua designação oficial foi alterada em 2023, de Aeródromo de Manobra N.º 1 (AM1) para Base Aérea N.º8 (BA8), sendo também designada Instalações da NATO de Ovar (INOVAR). Uma vez que se situa no concelho de Ovar, entre Maceda e Cortegaça, é frequentemente referida na comunicação social alternativamente como "Base de Ovar", "Base de Maceda" ou "Base da Cortegaça". Esta instalação militar é também usada pelas forças da NATO.

## História
O Aeródromo Militar de Ovar foi projetado na década de 1950 - em plena Guerra Fria - para proporcionar instalações e suporte a aviões de patrulhamento marítimo da NATO. A sua construção iniciou-se, por fases, em 1957. Inicialmente, era designado como Base Aeronaval do Norte de Portugal. A partir de 1963, passa a ter a designação de Aeródromo de Manobra N.º 1. A conclusão da sua construção dá-se em 1966.
Durante a Guerra do Ultramar, a Força Aérea Portuguesa possuiu uma instalação militar na província de Moçambique, designada Base Aérea N.º 8.
Em 2023, após uma reestruturação do Comando Aéreo, o Aeródromo de Manobra N.º1 passou a ser designado de Base Aérea N.º8.

## Recursos
- Terminal ferroviário (Ramal da Base Aérea da Maceda) (atualmente desativado)
- Oleoduto de combustível para aviação a partir do Porto de Leixões
- Paiol de mísseis
- Sistema de lavagem de aeronaves
- Sistema subterrâneo para abastecer as aeronaves nas placas

## Meios atribuídos
- Esquadra 552 - Equipada com helicópteros AW119 Koala.[1][5]
- Esquadra 551 - Equipada com helicópteros Sikorsky UH-60 Blackhawk.[6][7]

## Lenda urbana
Existiu uma lenda urbana, popular na região até ao final da Guerra Fria, de que na Base Aérea de Ovar existia uma base secreta, subterrânea, onde estariam armazenadas bombas atómicas e aviões da NATO em elevado grau de prontidão.